# Фланнери, Натан
На́тан Фла́ннери (англ. Nathan Flannery; род. 22 октября 1992, Данидин) — новозеландский гребец, выступающий за сборную Новой Зеландии по академической гребле с 2010 года. Чемпион мира среди молодёжи, серебряный и бронзовый призёр этапов Кубка мира, участник летних Олимпийских игр в Рио-де-Жанейро.

## Биография
Натан Фланнери родился 22 октября 1992 года в городе Данидин, Новая Зеландия.
Заниматься академической греблей начал в 2006 году, проходил подготовку в Union Rowing Club в Крайстчерче.
Впервые заявил о себе в гребле на международной арене в сезоне 2010 года, выиграв бронзовую медаль в парных четвёрках на юниорском мировом первенстве в Рачице. Год спустя в той же дисциплине занял девятое место на молодёжном чемпионате мира в Амстердаме, ещё через год на аналогичных соревнованиях в Тракае одержал победу в зачёте парных двоек.
Начиная с 2013 года выступал на взрослом уровне в основном составе новозеландской национальной сборной. В частности, в этом сезоне дебютировал в Кубке мира, выиграв серебряную медаль на этапе в Сиднее, принял участие в чемпионате мира в Чхунджу, став в парных четвёрках четырнадцатым.
В 2014 году стартовал на трёх этапах Кубка мира и на мировом первенстве в Амстердаме, где показал в парных четвёрках двенадцатый результат.
На Европейской и финальной олимпийской квалификационной регате FISA в Люцерне финишировал в парных четвёрках третьим позади команд из России и Канады — этого результата было недостаточно для отбора на летние Олимпийские игры 2016 года в Рио-де-Жанейро. Тем не менее, российский гребец Сергей Федоровцев был уличён в нарушении антидопинговых правил, российский экипаж дисквалифицировали, и команда из Новой Зеландии всё же получила возможность выступить в Рио. Непосредственно на Играх Фланнери в составе экипажа, куда также вошли гребцы Джон Стори, Джордж Бриджуотер и Джейд Уру, в программе парных четвёрок сумел квалифицироваться в утешительный финал В и расположился в итоговом протоколе соревнований на десятой строке.
После Олимпиады в Рио Натан Фланнери остался в составе новозеландской национальной сборной и продолжил принимать участие в крупнейших международных регатах. Так, в 2017 году в парных четвёрках он выступил на двух этапах Кубка мира и на чемпионате мира в Сарасоте, где со своими партнёрами стал седьмым.
В 2018 году финишировал четвёртым на мировом первенстве в Пловдиве.
В 2019 году стал бронзовым призёром на этапе Кубка мира в Познани, тогда как на чемпионате мира в Линце оказался девятым.